# Michael Fleischmann
Michael Fleischmann (* 21. Juni 1986 in Suhl) ist ein deutscher Basketballspieler.

## Laufbahn
Fleischmann spielte für den TuS Lichterfelde sowie den RSV Eintracht in der ersten Regionalliga und wechselte 2007 nach Wolfenbüttel, wo er für die Dukes in der 2. Bundesliga ProB Erfahrung in der dritthöchsten deutschen Spielklasse sammelte. Von 2008 bis 2010 stand er im Aufgebot des Wolfenbütteler Rivalen SG Braunschweig (ebenfalls ProB).
Er schafft 2010 den Sprung in die 2. Bundesliga ProA und trug in dieser Spielklasse in den Folgejahren das Trikot unterschiedlicher Vereine. Im Frühjahr 2017 scheiterte er mit Chemnitz nur knapp am Aufstieg in die Bundesliga. Er war im Verlaufe der Spielzeit 2016/17 bester Dreierschütze der 99er und fungierte als Mannschaftskapitän. Nach dem Ende der Spielzeit 2017/18 zog sich Fleischmann aus dem Profibereich zurück.
2020 war Fleischmann Hauptfigur eines Werbefilms der Teutloff Technische Akademie gGmbH.